# رود پونتاکس
رود پونتاکس رودی است به خلیج جیمز می‌ریزد. این رود از کشور کانادا می‌گذرد. طول آن ۲۱۰ کیلومتر (۱۳۰ مایل) است.